# Pycnolejeunea eluta
Pycnolejeunea eluta là một loài Rêu trong họ Lejeuneaceae. Loài này được (Nees) Grolle miêu tả khoa học đầu tiên năm 1974.